# Stenocaropsis valkanovi
Stenocaropsis valkanovi is een eenoogkreeftjessoort uit de familie van de Cylindropsyllidae. De wetenschappelijke naam van de soort is voor het eerst geldig gepubliceerd in 1974 door Marinov.